# Arthroleptis
Az Arthroleptis  a kétéltűek (Amphibia) osztályába és  a békák (Anura) rendjébe, az Arthroleptidae családba tartozó nem.

## Rendszerezés
A nemet Andrew Smith írta le 1849-ben, az alábbi fajok tartoznak ide:
- Arthroleptis adelphus Perret, 1966
- Arthroleptis adolfifriederici Nieden, 1911
- Arthroleptis affinis Ahl, 1939
- Arthroleptis anotis Loader, Poynton, Lawson, Blackburn & Menegon, 2011
- Arthroleptis aureoli (Schiøtz, 1964)
- Arthroleptis bioko Blackburn, 2010
- Arthroleptis bivittatus Müller, 1885
- Arthroleptis brevipes Ahl, 1924
- Arthroleptis carquejai Ferreira, 1906
- Arthroleptis crusculum Angel, 1950
- Arthroleptis fichika Blackburn, 2009
- Arthroleptis formosus Rödel, Kouamé, Doumbia & Sandberger, 2011
- Arthroleptis francei Loveridge, 1953
- Arthroleptis hematogaster (Laurent, 1954)
- Arthroleptis kidogo Blackburn, 2009
- Arthroleptis krokosua Ernst, Agyei & Rödel, 2008
- Arthroleptis kutogundua Blackburn, 2012
- Arthroleptis lameerei De Witte, 1921
- Arthroleptis langeri Rödel, Doumbia, Johnson & Hillers, 2009
- Arthroleptis loveridgei De Witte, 1933
- Arthroleptis mossoensis (Laurent, 1954)
- Arthroleptis nguruensis Poynton, Menegon & Loader, 2009
- Arthroleptis nikeae Poynton, 2003
- Arthroleptis nimbaensis Angel, 1950
- Arthroleptis nlonakoensis (Plath, Herrmann & Böhme, 2006)
- Arthroleptis palava Blackburn, Gvoždík & Leaché, 2010
- Arthroleptis perreti Blackburn, Gonwouo, Ernst & Rödel, 2009
- Arthroleptis phrynoides (Laurent, 1976)
- Arthroleptis poecilonotus Peters, 1863
- Arthroleptis pyrrhoscelis Laurent, 1952
- Arthroleptis reichei Nieden, 1911
- Arthroleptis schubotzi Nieden, 1911
- Arthroleptis spinalis Boulenger, 1919
- Arthroleptis stenodactylus Pfeffer, 1893
- Arthroleptis stridens (Pickersgill, 2007)
- Arthroleptis sylvaticus (Laurent, 1954)
- Arthroleptis taeniatus Boulenger, 1906
- Arthroleptis tanneri Grandison, 1983
- Arthroleptis troglodytes Poynton, 1963
- Arthroleptis tuberosus Andersson, 1905
- Arthroleptis variabilis Matschie, 1893
- Arthroleptis vercammeni (Laurent, 1954)
- Arthroleptis wageri FitzSimons, 1930
- Arthroleptis wahlbergii Smith, 1849
- Arthroleptis xenochirus Boulenger, 1905
- Arthroleptis xenodactyloides Hewitt, 1933
- Arthroleptis xenodactylus Boulenger, 1909
- Arthroleptis zimmeri (Ahl, 1925)